# Feltia radiata
Feltia radiata är en fjärilsart som beskrevs av Smith 1891. Feltia radiata ingår i släktet Feltia och familjen nattflyn. Inga underarter finns listade i Catalogue of Life.